# Lokisara
Lokisara o Lokissara fou rei de Polonnaruwa (1210-1211). Era un experimentat i vell guerrer però sembla que no estava relacionat amb la dinastia regnant a Ceilan.
Va arribar a l'illa amb un exèrcit reclutat a l'Índia i va derrotar les forces reials de la reina Lilavati i el general Camanakka a Polonnaruwa i es va proclamar rei.
Al cap de nou mesos Lokissara fou derrotat (potser també mort) pel comandant en cap de l'exèrcit Parakrama, que va restaurar al tron a la reina Lilavati.